# زقين مسنن
زقين مسنن (الاسم العلمي:Diascia denticulata) هو نوع غير مؤكد من النباتات يتبع جنس الزقين من الفصيلة الغدبية.